# Santo Tomás kommun, Colombia
Santo Tomás är en kommun i Colombia.   Den ligger i departementet Atlántico, i den norra delen av landet, 700 km norr om huvudstaden Bogotá. Antalet invånare är 23 874. Arean är 67 kvadratkilometer.
Terrängen i Santo Tomás är platt.